# Darth Bane: A gonosz dinasztia
Darth Bane: A gonosz dinasztia (angolul: Darth Bane: Dynasty of Evil) Drew Karpyshyn Csillagok háborúja könyve, a Darth Bane-trilógia harmadik kötete. A könyv borítójának grafikáját John Jude Palencar készítette. A Darth Bane: A gonosz dinasztia hangoskönyv változatát a Random House Audio adta ki 2012. október 30-án, melynek Jonathan Davis a narrátora.
A könyv angol nyelven 2009. december 8-án jelent meg a Del Rey Books könyvkiadó gondozásában. A könyv magyar fordításban 2011-ben jelent meg a Szukits Könyvkiadó gondozásában.
A könyv cselekménye a Yavini csata előtt 980 évvel játszódik.

## Magyarul
- A gonosz dinasztia; ford. Szente Mihály; Szukits, Szeged, 2011

## Fordítás
- Ez a szócikk részben vagy egészben  a   Star Wars: Darth Bane: Dynasty of Evil című angol Wikipédia-szócikk ezen változatának fordításán alapul.  Az eredeti cikk szerkesztőit annak laptörténete sorolja fel. Ez a jelzés csupán a megfogalmazás eredetét és a szerzői jogokat jelzi, nem szolgál a cikkben szereplő információk forrásmegjelöléseként.